# اداموا، بخش برادنیکا
اداموا، بخش برادنیکا (به لاتین: Adamowo, Brodnica County) در لهستان است که در Gmina Jabłonowo Pomorskie واقع شده‌است.